# Francis Ciarán Tobin kiadatási ügye
Francis Ciarán Tobin kiadatási ügye 2000 óta zajló nemzetközi jogi vita. Francis Ciarán Tobin ír üzletember 2000-ben halálra gázolt két kisgyermeket, amiért a magyar bíróság távollétében 3 év letöltendő börtönbüntetésre ítélte. Magyarország 2004-es EU-csatlakozása után a magyar hatóságok az uniós egyezmények alapján, európai letartóztató paranccsal próbálták elérni a kiadatását, de az ír legfelsőbb bíróság azt két ízben is megtagadta.

## A gázolás
Tobin ír állampolgár, aki 2000-ben az Irish Life and Permanent pénzügyi cég magyar leányvállalatánál dolgozott. 2000. április 9-én Leányfalun áthaladva az autója a járdára futott, és halálra gázolt két gyermeket, a kétéves Zoltai Petrát és az ötéves Zoltai Mártont. Tobin állítása szerint sávot próbált váltani, amikor a kormánymű elromlott, és a jármű a járdára hajtott. A vizsgálat megállapította, hogy túllépte a megengedett sebességet (legalább 70 km/órával haladt 50 km/órás területen).

## A tárgyalás
A baleset után Tobint a rendőrségre vitték, ahol senki nem beszélt angolul, ezért Tobin egy ismerőse tolmácsolt. A rendőrök elvették az útlevelét; a tárgyalás első néhány hónapjában Tobin a bíróságon nem jelent meg, csak ügyvédei útján képviseltette magát. 2000 őszén kérvényezte, hogy adják vissza az útlevelét, hogy meglátogathassa a családját Írországban. A kérését jóváhagyták; október 9-én visszatért Írországból, az útlevelét azonban nem kérték újra el tőle. Október végén lejárt a megbízatása az IL&P cégnél, és hazaköltözött Írországba.
A per, amelyben Tobint továbbra is az ügyvédei képviselték, 2002. május 7-ig húzódott, amikor is a magyar bíróság a Btk. 187. paragrafusa alapján halálos közúti baleset gondatlan okozása miatt három év börtönre ítélte. Tobin nem utazott vissza Magyarországra, hogy letöltse a büntetését, a magyar hatóságoknak pedig nem volt eszköze vele szemben.

## Első kiadatási kísérlet
2004-ben Magyarország csatlakozott az Európai Unióhoz, és ezáltal lehetővé vált uniós letartóztatási parancsot kiadni az European Arrest Warrant rendszer keretében. Magyarország ennek megfelelően igényelte Tobin kiadatását, azonban az uniós jogszabályt pontatlanul ültették át az ír jogba, amely csak azok esetében tette lehetővé a kiadatást, akik Írországba menekültek. Az ír másodfokú bíróság úgy döntött, hogy Tobin nem menekült, mivel a magyar hatóságok jóváhagyásával utazott haza, ezért nem adható ki; a döntést később a legfelsőbb bíróság is megerősítette. A magyarok ezután azt kérték, hogy Tobin Írországban ülje le a büntetését – az uniós jogszabály lehetőséget adott erre, de az ír jogba ezt sem implementálták, így az ír hatóságok ezt is elutasították.
Magyarország vitatta az ír ítéletet, arra hivatkozva, hogy ha valaki nem tér vissza, hogy leülje a büntetését, azt menekülésnek kell tekinteni, és különböző EU-s fórumokon próbálta érvényesíteni az akaratát, de nem járt sikerrel.

## Második kiadatási kísérlet
2009-ben Írország kijavította a pontatlanul átültetett jogszabályt, amiből így kikerült a menekülés mint feltétel. Egy évvel később Magyarország új uniós letartóztatási parancsot adott ki, ami alapján Tobint vizsgálati fogságba helyezték az ír hatóságok. A másodfokú bíróság ezúttal jóváhagyta a kiadatást; Tobin fellebbezett, és a legfelsőbb bíróság 3:2 arányban elutasította a kiadatást.

## Börtönbüntetésének megkezdése
Tobin 2014. január 13-án Magyarországon megkezdte büntetését. A Navracsics Tibor igazságügyi miniszterrel történő előzetes megállapodása alapján Tobint január 17-én visszaszállították Dublinba, ahol büntetése hátralévő részét fogja letölteni. 2014. február 5-én Tobin bocsánatot kért levélben az elgázolt gyerekek családjától. A gyerekek családját képviselő ügyvéd nyilatkozata szerint „az édesapa a gesztust a régóta húzódó ügy egyfajta lezárásának tekinti.”